# اس‌پی‌اف‌اس
سامانه پیام‌رسان مالی روسیه یا اس‌پی‌اف‌اس (روسی: Система передачи финансовых сообщений (СПФС)) یک سیستم انتقال پیام‌های مالی و معادل روسی سیستم انتقال مالی سوئیفت است که توسط بانک مرکزی روسیه توسعه یافته‌است. این سیستم از سال ۲۰۱۴، زمانی که دولت ایالات متحده به دلیل الحاق کریمه به فدراسیون روسیه تهدید کرد دسترسی روسیه را از سیستم سوئیفت قطع خواهد کرد، در حال توسعه است.
اولین تراکنش در شبکه اس‌پی‌اف‌اس توسط یک شرکت غیربانکی در دسامبر ۲۰۱۷ انجام شد. در مارس ۲۰۱۸، بیش از ۴۰۰ مؤسسه (عمدتا بانک) بخشی از این شبکه بودند.
در مقایسه با سوئیفت، سامانه پیام‌رسان مالی روسیه با تعدادی چالش مواجه است، به ویژه هزینه تراکنش‌های بالاتر، اگرچه در مارس ۲۰۱۸ کارمزد تراکنش به‌طور اساسی به ۰٬۸۰–۱٬۰۰ ₽ روبل روسیه (۰٬۰۱۲–۰٬۰۱۵ دلار) در هر تراکنش کاهش یافت. این سیستم فقط در داخل روسیه کار می‌کند، اگرچه برنامه‌هایی برای ادغام این شبکه با سامانه پرداخت بین‌بانکی فرامرزی مستقر در چین وجود دارد.
همچنین دولت روسیه در حال مذاکره با کشورهای در حال توسعه مانند ترکیه و ایران برای گسترش اس‌پی‌اف‌اس است. با توجه به محدودیت‌هایی که این سامانه پیام‌رسان مالی دارد، سیستم اس‌پی‌اف‌اس به جای جایگزینی برای شبکه سوئیفت به عنوان آخرین راه‌حل انتقال مالی در نظر گرفته می‌شود. از سال ۲۰۱۹ توافق‌های زیادی برای پیوند اس‌پی‌اف‌اس به سیستم‌های پرداخت سایر کشورها در چین، هند، ایران و همچنین کشورهای داخل اتحادیه اقتصادی اوراسیا که قصد دارند مستقیماً از اس‌پی‌اف‌اس استفاده کنند، منعقد شده‌است.
در پایان سال ۲۰۲۰، ۲۳ بانک خارجی از ارمنستان، بلاروس، آلمان، قزاقستان، قرقیزستان و سوئیس به اس‌پی‌اف‌اس متصل شدند.

## تاثیر ژئواکونومیک
همانطور که توسط آکادمیک تیم بیل خلاصه شده است، SPFS یکی از پاسخ‌ها به تحریم‌های اعمال‌شده توسط ایالات متحده است که توسط مفسران به عنوان کمک به دلارزدایی در نظر گرفته می‌شود.